# بسل ۱۵۵۲

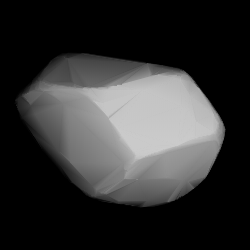
عکس سیارک

سیارک ۱۵۵۲ (به انگلیسی: 1552 Bessel، نامگذاری:1938DE1) هزار و پانصد و پنجاه و دومین سیارک کشف شده‌است که در ۲۴ فوریه ۱۹۳۸ کشف شد.
قدر مطلق سیارک برابر ۱۱٫۰۰ است.